# جو بنت (بازیکن فوتبال)
جو بنت (انگلیسی: Joe Bennett؛ زادهٔ ۲۸ مارس ۱۹۹۰) یک بازیکن فوتبال اهل بریتانیا است.